# Ingredion
A Ingredion Incorporated, anteriormente conhecida como Corn Products International é uma empresa americana fundada em 1906 que atua no ramo de processamento e refino de alimentos, aditivos e açúcares a base de milho.
A empresa possui fábricas em mais de 15 países.

## História
A companhia, que começou como Corn Products Refining Co. e anteriormente como"CPC," foi fundada por refinarias de milho estadunidenses. A empresa fornecia as matérias-primas para o amido de milho Argo e o óleo de milho Mazola.
A CPC adquiriu fábricas de amido na Europa de 1919 até 1987, quando foram vendidas para a companhia francesa de açúcar Béghin-Say e renomeada como Cerestar.
Em 1981, a CPC formou uma parceria com a Texaco com o intuito de produzir bioetanol, abrindo uma fárica em Pekin, Illinois. Em 1995, a fábrica foi vendida para a Williams Companies e, em 2003, para a Aventine Renewable Energy.
A divisão da companhia Bestfoods é mais conhecida por marcas como Maizena, Knorr e maionese Hellmann's.
A companhia emprega aproximadamente 11000 pessoas na América do Norte, América do Sul, Europa e Ásia. É responsável por operar 37 fábricas associadas em 15 países, possuindo representação própria em 29. Os Ingredion Idea Labs Research (Laboratórios Ingredion de pesquisa)  e o desenvolvimento de ingredientes estão localizados nos principais mercados globais.  Em 2012, a companhia recebeu o nome atual.